# Why I Would Not Marry
Why I Would Not Marry è un film muto del 1918 diretto da Richard Stanton.

## Trama
La bella Adele Moore, spinta dal padre che vorrebbe farle fare un matrimonio di interesse, è indecisa sulla scelta di un marito tra i suoi quattro pretendenti. Decide così di consultare un indovino: la sfera di cristallo le rivela che tutti quei matrimoni si riveleranno infelici. L'avvocato si dimostrerà infedele, il banchiere ruberà del denaro, il medico la trascurerà, il povero impiegato le suggerirà di concedersi al principale per fare carriera. Adele, allora, li respinge tutti e parte per il Vermont, dove apre un negozio. Ma gli affari non vanno troppo bene finché non arriva un venditore di passaggio che prende in mano la situazione, assume la gestione del magazzino e lo trasforma in un'azienda di successo. Finalmente felice, Adele accetta di sposare lui.

## Produzione
Il film fu prodotto dalla Fox Film Corporation.

## Distribuzione
Distribuito dalla Fox Film Corporation e presentato da William Fox, il film uscì nelle sale cinematografiche USA il 24 novembre 1918.